# Ирландские войны
Ирландские войны — вооружённые конфликты на территории Ирландии.

## Древний мир
Начались в 78 году н. э., когда римский полководец Юлий Агрикола высадился на остров, намереваясь его покорить. Однако император Домициан отказался от завоевания Ирландии из-за её отдаленности и отозвал легионы.

## Средневековье
В 835 году норманны под предводительством Тургута завоевали Ирландию, и хотя один из правителей последней, Мелехлин Митский, успел вытеснить пришельцев, тем не менее, экспедиции норманнов снова появились в Ирландии, и их конунг Олаф в 851 году овладел Дублином.
В 1102 году норвежский король Магнус распространил своё господство на области Ульстер и Коннаут.
В 1167 году английский король Генрих II Плантагенет с согласия папы Адриана IV предпринял завоевание Ирландии, пользуясь раздорами местных правителей Дермота и Родрига О’Коннора. В 1169 году английские войска Маврикия Фитцджеральда, a позже — графа Пемброка высадились на остров и покорили Лейнстер и Мюнстер. В октябре 1175 года О’Коннор уступил Генриху II восточную часть Ирландии, признав себя его вассалом.
При короле Ричарде II в 1394 году началось восстание, которое было жестоко подавленно.
Во время войн Алой и Белой роз Ирландия держала сторону Йорков, но власть Англии над ней в это время была значительно ослаблена.

## Новое время
В 1572 году при королеве Елизавете Тюдор вспыхнул новый мятеж: Гун О’Нелль, граф Тиронский, сделал попытку освободить Ирландию от английского господства. Посланный королевой в Ирландию в 1599 году граф Эссекс не сумел справиться с восставшими и был заменен лордом Моунтжой, которому удалось привести их к покорности.
При Карле I, во время управления Ирландией энергичного Страффорда, 23 октября 1641 года опять начался мятеж, с трудом подавленный, хотя ненадолго. В это время во главе английской армии стоял Кромвель, прибывший в Ирландию 15 августа 1649 году. Ещё до его прибытия генерал Джонс был осажден в Дублине ирландцами графа Ормонда, но последний 2 августа был разбит осаждёнными при вылазке. В начале сентября Кромвель и его зять Айртон двинулись к слабо укреплённому Дройду. Ирландцы защищали его с удивительной стойкостью и отбили 2 штурма, но третий, руководимый Кромвелем, привел к падению города (15 сентября). В течение 9 месяцев Кромвель покорил почти весь остров. По отъезде его в Шотландию его преемник Айртон после долгой осады взял Лимерик, и опустошительная война на острове, таким образом, окончилась новым покорением Ирландии.
В 1689 году в стране опять началось восстание, поддерживаемое изгнанным английским королём Яковом II и французским флотом адмирала Турвиля, нанесшим поражение англо-голландской эскадре Русселя при мысе Боши. Король Вильгельм III двинул против ирландских войск графа Тирконеля отряд генерала Шомберга, но в английской армии распространилась эпидемия, и сам Шомберг заболел. Между тем, Яков потерял время при осаде Лондондерри и тем дал возможность прибыть в Ирландию Вильгельму с подкреплениями: в марте 1690 года он высадился в Ирландии с 40-тысячной армией (в том числе 10 тысяч датчан, 7 тысяч голландцев и 2 тысячи французов). 11 июля 1690 года на реке Бойне близ Дроэды произошло решающее сражение, окончившееся поражением ирландцев, обратившихся в бегство. Поручив довершить покорение Ирландии генералу Гинкелю, король уехал в Гаагу.

## Источник
- Ирландские войны // Военная энциклопедия : [в 18 т.] / под ред. В. Ф. Новицкого … [и др.]. — СПб. ; [М.] : Тип. т-ва И. Д. Сытина, 1911—1915.